# Soterio Ramírez
Soterio Ramírez (Villa Altagracia, 22 aprile 1967 – Santo Domingo Este, 5 agosto 2024) è stato un cestista dominicano.

## Carriera
Con la Rep. Dominicana disputò tre edizioni dei Campionati americani (1995, 1997, 1999).